# Eleuteròpolis
Eleuteròpolis (en llatí: Bethogabris o Betograba, en grec antic: Βαιτογαβρά) va ser una ciutat de Judea, segons Claudi Ptolemeu, al territori de Judà, a mig camí entre Jerusalem (al nord-est) i Libna (al sud-oest), diu la Taula de Peutinger. Flavi Josep la situa a Idumea.
Septimi Sever li va concedir el ius italicum i l'any 200 es va convertir en un municipi i va prendre el nom d'Eleuteròpolis. Sota els romans, cap al segle iv va ser una ciutat prospera amb nombrosos edificis, un aqüeducte, i un gran amfiteatre, explica Eusebi de Cesarea. El seu districte el formaven uns cents llogarets. El cristianisme s'hi va introduir a partir del segle ii. El primer bisbe s'anomenava Joseph Barsabbas conegut com «el Just», un dels anomenats Setanta deixebles. L'any 325 era bisbe Macrí que va estar present al Concili de Nicea I.
La ciutat va portar el mateix nom sota domini romà d'Orient. Cap a l'any 636 els àrabs li van retornar el seu nom indígena arabitzat. És la moderna Bayt Djibrin o Beit Jibrin.